# كلير فوتو
كلير فوتو هي رسامة وفنانة ورسامة توضيحية كندية، ولدت في 23 سبتمبر 1890 في مونتريال في كندا، وتوفي بنفس المكان في 8 يوليو 1988.